# Schistidium saxatile
Schistidium saxatile là một loài Rêu trong họ Grimmiaceae. Loài này được (Mitt.) Ochyra mô tả khoa học đầu tiên năm 1998.